# Escrita greco-ibérica

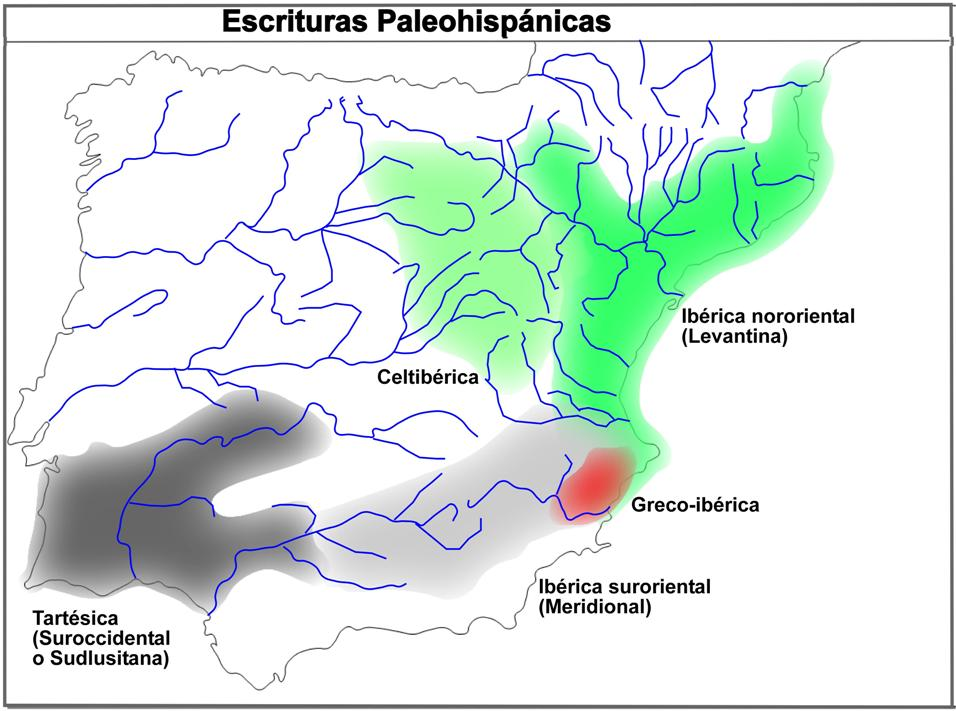
Escritas paleohispânicas

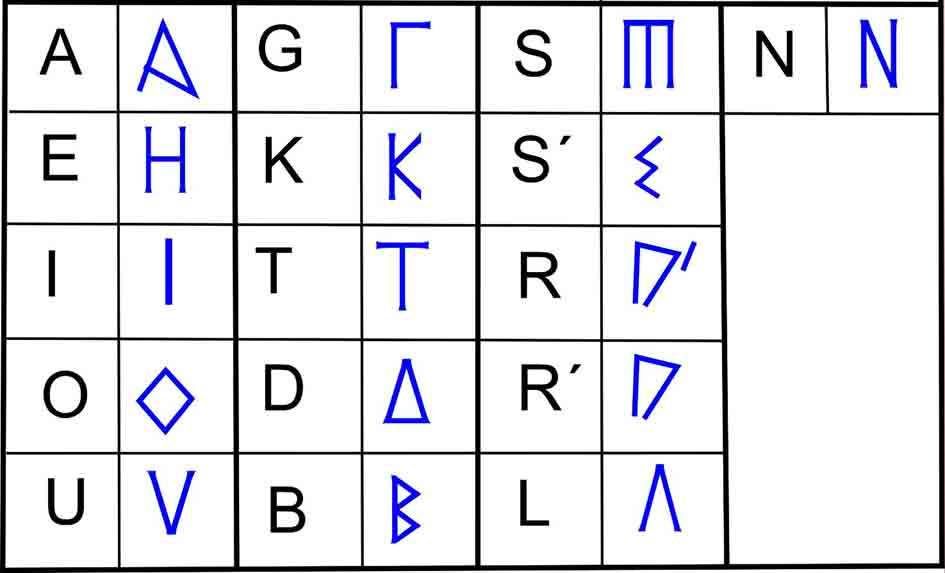
Um alfabeto greco-ibérico

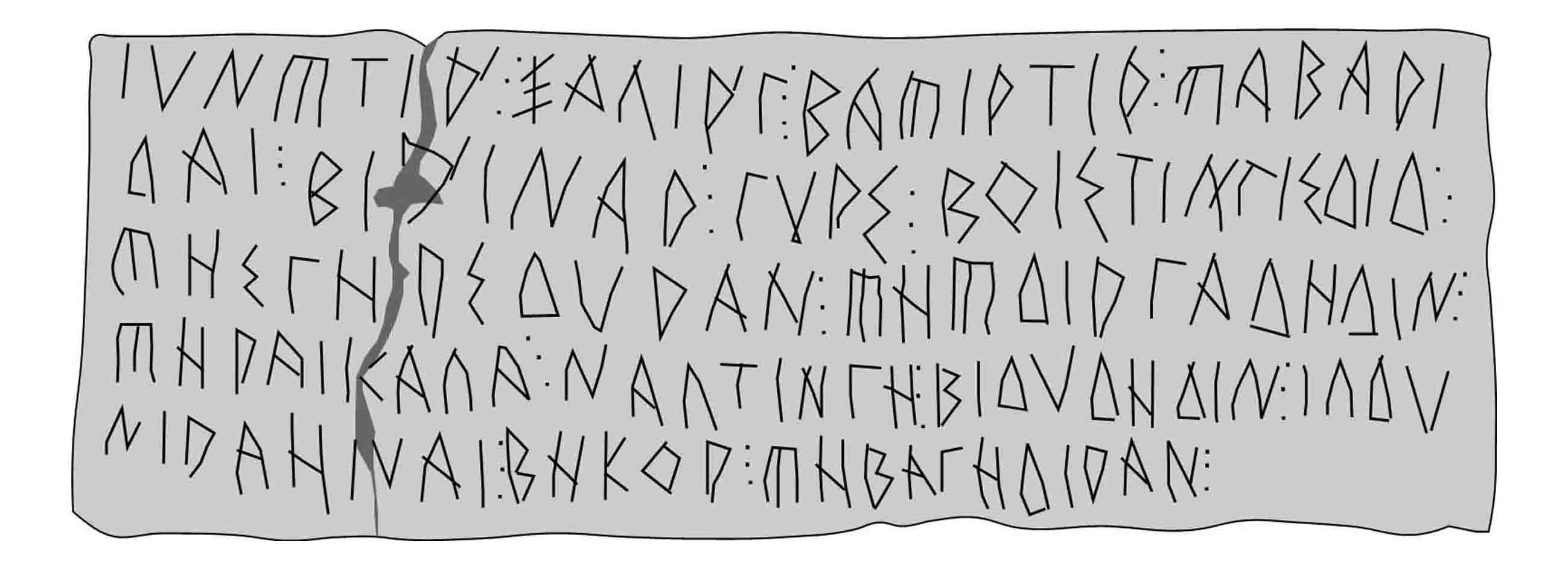
Cara B do chumbo de La Serreta (Alcoi)

O alfabeto greco-ibérico é uma escrita paleo-hispânica que expressa língua ibérica, como a escrita ibérica suroriental e a escrita ibérica nororiental. Esta escrita é uma adaptaçao directa do alfabeto grego jonio. A sua utilização é conhecida no século IV a.C. no sudeste da Península ibérica (Alicante e Murcia) lado a lado com testemunhos da escrita ibérica suroriental e da escrita ibérica nororiental. Os seus textos apresentam-se sempre da esquerda para a direita.